# Erdin Demir
Pour les articles homonymes, voir Demir.
Erdin Demir est un footballeur suédois, né le 27 mars 1990 à Malmö en Suède. Il évolue au poste d'arrière gauche.

## Biographie
Depuis 2015, Erdin Demir joue en Belgique à Waasland-Beveren. 
Le 9 avril 2018, Demir signe un contrat de trois ans avec le club belge du SV Zulte Waregem entrant en compte pour le mercato estival.